# Индустрията Холокост
Индустрията Холокост (на английски: The Holocaust Industry: Reflections on the Exploitation of Jewish Suffering, в превод Индустрията на Холокоста: Размисли върху еврейското страдание и експлоатация е книга на американския политолог Норман Финкелщайн от 2000 година. Книгата се състои от 3 глави.
Авторът твърди, че Холокостът се използва от Израел и някои еврейски организации в САЩ, за да получават финансови изгоди, а и за идеологически цели. Според неговите изследвания Холокостът и страданията на евреите са факт и последица от Втората световна война, и той не ги ревизира, но последвалото политическо и медийно представяне, вкл. търсене на обезщетения, е основно в полза на организации, а не истинските пострадали лица.)
Още с публикуването на книгата в 2000 г. авторът е незабавно разкритикуван и обвинен в антисемитизъм.